# Eowilsonia
Eowilsonia (лат.) — род тараканов из семейства Ectobiidae. Эндемик Австралии: Новый Южный Уэльс, Виктория и Австралийская столичная территория. 

## Описание
Длина 11—15 мм, окраска — светло-коричневая. В строении крыльев наблюдается половой диморфизм. У самцов тегмины (надкрылья) и задние крылья хорошо развиты (достигают конца брюшка). У самок задние крылья отсутствуют, а тегмины укороченные и достигают только метанотума или первого тергита брюшка. Специализированные тергальные железы расположены только на третьем или на втором и на третьем тергитах брюшка. Род назван в честь американского биолога Эдварда Уилсона.